# (24819) 1994 XY4
(24819) 1994 XY4 est un astéroïde aréocroiseur découvert en 1994.

## Description
(24819) 1994 XY4 a été découvert le 6 décembre 1994 à l'observatoire de Siding Spring, situé près de Coonabarabran, en Nouvelle-Galles du Sud, en Australie, par Robert H. McNaught.

### Caractéristiques orbitales
L'orbite de cet astéroïde est caractérisée par un demi-grand axe de 1,87 UA, un périhélie de 1,62 UA, une excentricité de 0,13 et une inclinaison de 24,40° par rapport à l'écliptique. Du fait de ces caractéristiques, à savoir un demi-grand axe inférieur à 3,2 UA et un périhélie compris entre 1,3 et 1,666 UA, il croise l'orbite de Mars et est classé, selon la JPL Small-Body Database, comme astéroïde aréocroiseur (aréo venant de Arès).

### Caractéristiques physiques
(24819) 1994 XY4 a une magnitude absolue (H) de 14,9 et un albédo estimé à 0,237.